# Kenny Wayne Shepherd
Pour les articles homonymes, voir Shepherd.
Ne doit pas être confondu avec Kenny « Blues Boss » Wayne.
Kenny Wayne Shepherd, né Kenny Wayne Brobst le 12 juin 1977 à Shreveport, Louisiane, est un chanteur guitariste américain de blues.

## Biographie

### Les débuts
Fils de Ken Shepherd, DJ dans la radio locale de Shreveport, le petit Kenny Wayne baigne dès son plus jeune âge dans la musique. Mais le vrai déclic vint quand, à l'âge de sept ans, Kenny assista à un concert de Stevie Ray Vaughan, il en fut marqué à jamais et se mit à pratiquer intensément la guitare. Complètement autodidacte, il ne lui fallut que quelques années pour maitriser totalement son instrument et à treize ans, lors d'un voyage familial à La Nouvelle-Orléans, il joua dans un club, avec la légende locale Bryan Lee, où le public lui rendit une ovation debout.
Dès lors ses prestations scéniques devinrent plus fréquentes et lorsqu'il commença à jammer avec des bluesmen reconnus et à participer à de nombreux festivals, il se fit remarquer par Irving Azoff (président de Giant Records) qui lui signa un contrat d'enregistrement pour son premier album.

### La reconnaissance
En 1995, à 18 ans, il enregistre son premier album, Ledbetter Heights, qui se classa 1er dans les charts blues du billboard et y séjournera 97 semaines. Deux ans plus tard paraîtra Trouble Is... sous le nom du Kenny Wayne Shepherd Band. Cet album connaitra encore plus de succès que son prédécesseur (74e du billboard 200, 1er au Top Blues Albums) et sera nommé au 41th Grammy Awards en 1999 dans la catégorie "Best Rock Instrumental Performance". Suivront les albums orientés rock Live On en 1999 avec une tournée en première partie des Rolling Stones sur le No Security Tour et The Place You're In qui paraîtra sur le label Reprise Records en 2004 et sur lequel Kenny Wayne assure la plupart du chant.
En 2004, Kenny Wayne Shepherd part une dizaine de jours dans le sud des États-Unis avec un studio portable et une équipe pour filmer. Il sera également accompagné de Tommy Shannon et Chris Layton anciens membres de Double Trouble, la section rythmique de Stevie Ray Vaughan. Il jouera ainsi avec de vieux bluesmen (Clarence Gatemouth Brown, B.B. King, Pinetop Perkins....) dans des lieux insolites, le tout étant filmé. Quand en janvier 2007 sortira le DVD/CD 10 Days Out: Blues From the Backroads, cinq des participants seront décédés.
En septembre 2010, il sortira son premier album en public Live! In Chicago et en août 2011 son 6e album
studio intitulé How I Go.
Considéré comme un surdoué du blues, il a tourné avec notamment les Rolling stones, Bob Dylan et les Eagles. Il cite parmi les guitaristes qui l'ont influencé des pointures qui ont pour nom Stevie Ray Vaughan, Robert Cray, Duane Allman ou Slash.

### Hobbies
Il est un passionné de musique mais aussi de voitures : il en possède une grande collection, qu'il montre dans les expositions les plus populaires. Parmi ses Muscle Cars, on trouve notamment une Dodge Charger de 1972, une réplique de la "General Lee" (modèle 1969), une Plymouth Duster de 1970 ou une Ford Business coupé de 1950. La voiture qu'il utilise tous les jours est une Dodge Challenger SRT-8 de 2010

### Vie privée
Après un premier mariage en 2000 avec son amour de jeunesse, Melissa Abcock, Kenny Wayne Shepherd a épousé, le 16 septembre 2006, Hannah Gibson la fille ainée de l'acteur Mel Gibson. Le couple a eu depuis trois enfants, une fille (née en 2007) et deux fils (nés en 2009 et 2011).

## Équipement

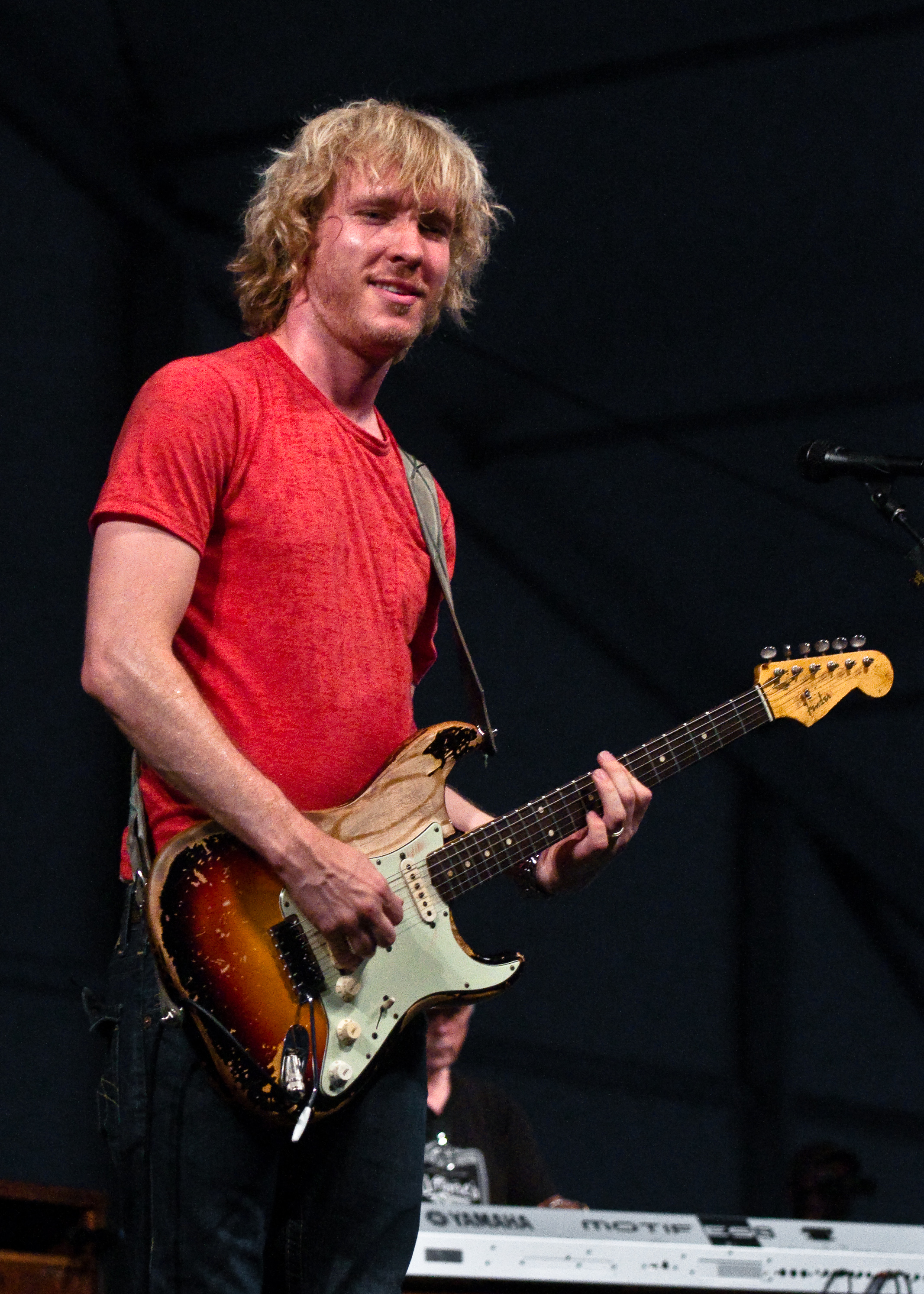
Kenny Wayne Shepherd avec sa Stratocaster de 1961

Grand fan de Fender Stratocaster, la première guitare de Kenny Wayne fut une Yamaha SE 150 que ses parents lui offrirent pour Noël alors qu'il avait sept ans.
 Il possède de nombreuses Stratocaster mais sa préférée est un modèle 1961 qu'il a acheté à 17 ans au magasin Guitar Center de Hollywood. La guitare coûtant trop cher pour lui, c'est son père, son responsable A&R et son avocat qui payèrent la guitare à condition que Kenny les rembourse. Parmi ses Stratocaster, il y a un modèle 1958, une copie du modèle utilisé par Stevie Ray Vaughan, une copie personnalisée de la guitare que Jimi Hendrix brûla à la fin de son concert au Festival international de musique pop de Monterey. Il lui arrive de terminer ses concerts en reprenant Voodoo Chile avec cette guitare.
Kenny Wayne Shepherd est sponsorisé par Fender avec qui il a créé sa propre ligne de guitares intitulée "Kenny Wayne Shepherd Signature Séries".
Côté guitares acoustiques, il possède notamment un modèle Gibson Vintage L-30 de 1964, une National Duolian C-series de 1931 et une Kenny Wayne Shepherd Limited Edition Signature model JC -16 KWS qu'il a créé avec la marque de guitares C.F. Martin & Co. Cette guitare est aussi appelée "Blue On Black" en hommage à sa chanson issue de l'album Trouble Is... qui est son plus grand succès. Il joue aussi sur des guitares acoustiques Gibson comme on peut le voir dans le DVD 10 Days Out: Blues from the Backroads.

## Discographie

### Albums studios
| Année | Album                                                                                        | Charts US     | Charts US        | Note AllMusic |
| Année | Album                                                                                        | Billboard 200 | Top Blues Albums | Note AllMusic |
| ----- | -------------------------------------------------------------------------------------------- | ------------- | ---------------- | ------------- |
| 1995  | Ledbetter Heights - Réalisation : 19 septembre - Label : Giant Records                       | 108           | 1                | 4/5 étoiles   |
| 1997  | Trouble Is... - Réalisation : 7 octobre - Label : Giant Records                              | 74            | 1                | 3/5 étoiles   |
| 1999  | Live On - Réalisation : 12 octobre - Label : Giant Records                                   | 52            | 1                | 4/5 étoiles   |
| 2004  | The Place You're In - Réalisation : 5 octobre - Label : Reprise Records                      | 101           | -                | 4/5 étoiles   |
| 2007  | 10 Days Out: Blues from the Backroads - Réalisation : 23 janvier - Label : Reprise Records   | 164           | 1                | 4/5 étoiles   |
| 2011  | How I Go - Réalisation : 2 août - Label : Roadrunner Records                                 | 52            | 1                | 3,5/5 étoiles |
| 2014  | Goin' Home - Réalisation : 19 mai 2014 - Label : Concord Records                             | 25            | 1                |               |
| 2017  | Lay It On Down - Réalisation : 4 août 2017 - Label : Concord Records                         | 34            | 1                |               |
| 2019  | The Traveler - Sortie : 31 mai 2019 - Label : Concord Records                                |               |                  |               |
| 2022  | Trouble Is... 25 - Sortie : 2 décembre 2023 - Label : Provogue/Mascot Label Group            |               |                  |               |
| 2023  | Dirt on My Diamonds Vol. 1 - Sortie : 17 novembre 2023 - Label : Provogue/Mascot Label Group | -             | -                |               |

### Album Live
| Année | Album                                                                                  | Charts        | Charts           | Note allmusic                                          |
| Année | Album                                                                                  | Billboard 200 | Top Blues Albums | Note allmusic                                          |
| ----- | -------------------------------------------------------------------------------------- | ------------- | ---------------- | ------------------------------------------------------ |
| 2010  | Live! In Chicago - Réalisation : 28 septembre - Label : Roadrunner Records             | 114           | 1                | 3,5/5 étoiles                                          |
| 2020  | Straight To You: live - Réalisation : 27 novembre - Label : Mascot-Provogue records BV |               |                  | 0/5 étoileErreur d’expression : opérateur < inattendu. |